# Adolfo Suárez Madrid-Barajas flygplats
Adolfo Suárez Madrid-Barajas flygplats (spanska: Aeropuerto Adolfo Suárez Madrid-Barajas) (IATA: MAD, ICAO: LEMD) är Madrids huvudflygplats, invigd 1928 och belägen i stadens nordöstra del, i distriktet Barajas, cirka 12 km från Madrids centrum. Flygplatsen började användas 1928, fast den officiella invigningen kom först 1931. För närvarande[när?] drivs flygplatsen av AENA (Aeropuertos Españoles y Navegación Aérea). Flygplatsen är Spaniens viktigaste och den har det största antalet flyg direkt till Latinamerika av alla de europeiska flygplatserna. Flygrutten Madrid-Barcelona, känd som "luftbron", vilken i sin ena ände har Madrid-Barajas och i den andra Barcelona-El Prats flygplats, är den flygrutt som har det största antalet flygningar per vecka i hela världen. År 2024 reste 66 miljoner passagerare via flygplatsen, vilket placerade Madrid-Barajas på 15 plats i världen och på femte plats i Europa i antal passagerare, efter London-Heathrow flygplats, Istanbuls flygplats, Paris-Charles de Gaulle flygplats och Amsterdam-Schiphols flygplats. Finanskriser och, framför allt, Spaniens ekonomiska problem orsakade ett stort passagerartapp efter toppåret 2007. Enligt Airport Councils statistik tappade Barajas under åren 2008-2012 nästan 14 % av sina passagerare och tappet fortsatte under 2013. Av flygplatserna på topp 30-listan är Barajas den flygplats som tappat mest passagerare och var då nära att hamna utanför topp 30-listan.
Flygplatsen består av fyra terminaler kända som T1, T2, T3 och T4, samt en satellitbyggnad till Terminal 4, känd som T4-S. Terminalkomplexet T4 invigdes den 5 februari 2006, och omvandlade Madrid-Barajas till världens i terminalyta räknat största flygplats, med en yta på en kvadratkilometer fördelad mellan T1, T2, T3, T4, T4-S och 104 ramper för direkt anslutning till planen. Terminal T4 hyser både inrikes och utrikes flygningar för Iberia och alla flygbolag som är medlemmar i alliansen Oneworld, såsom bland andra British Airways, American Airlines, LAN Chile. På terminalerna T1, T2 och T3 flyger Air Europa och alla flygbolag som är medlemmar i alliansen Skyteam och Star Alliance, såsom bland annat KLM, Air France, Alitalia, Lufthansa och Aerolíneas Argentinas.

## Lokalisering och kommunikationer

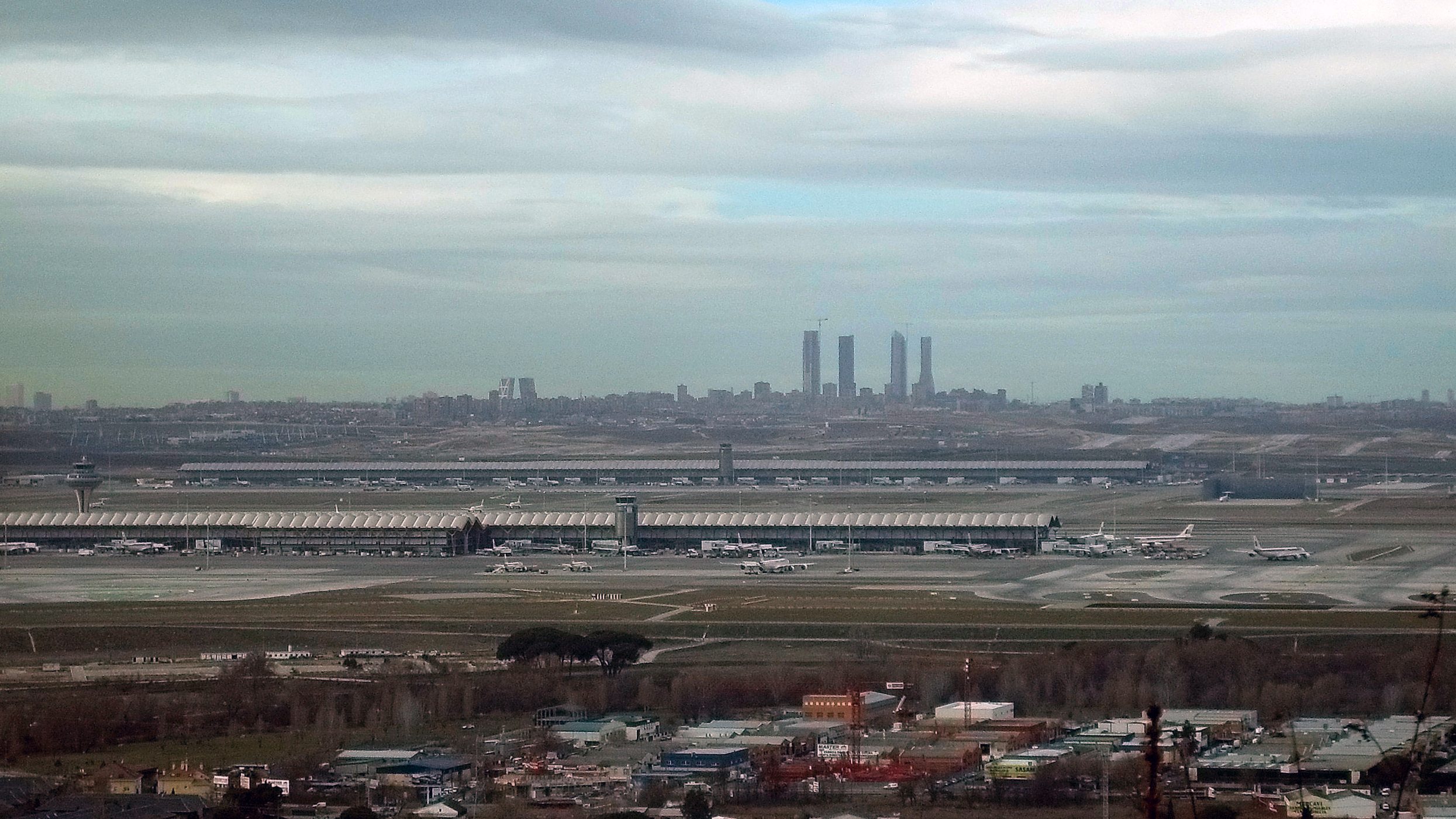
Utsikt över flygplatsen

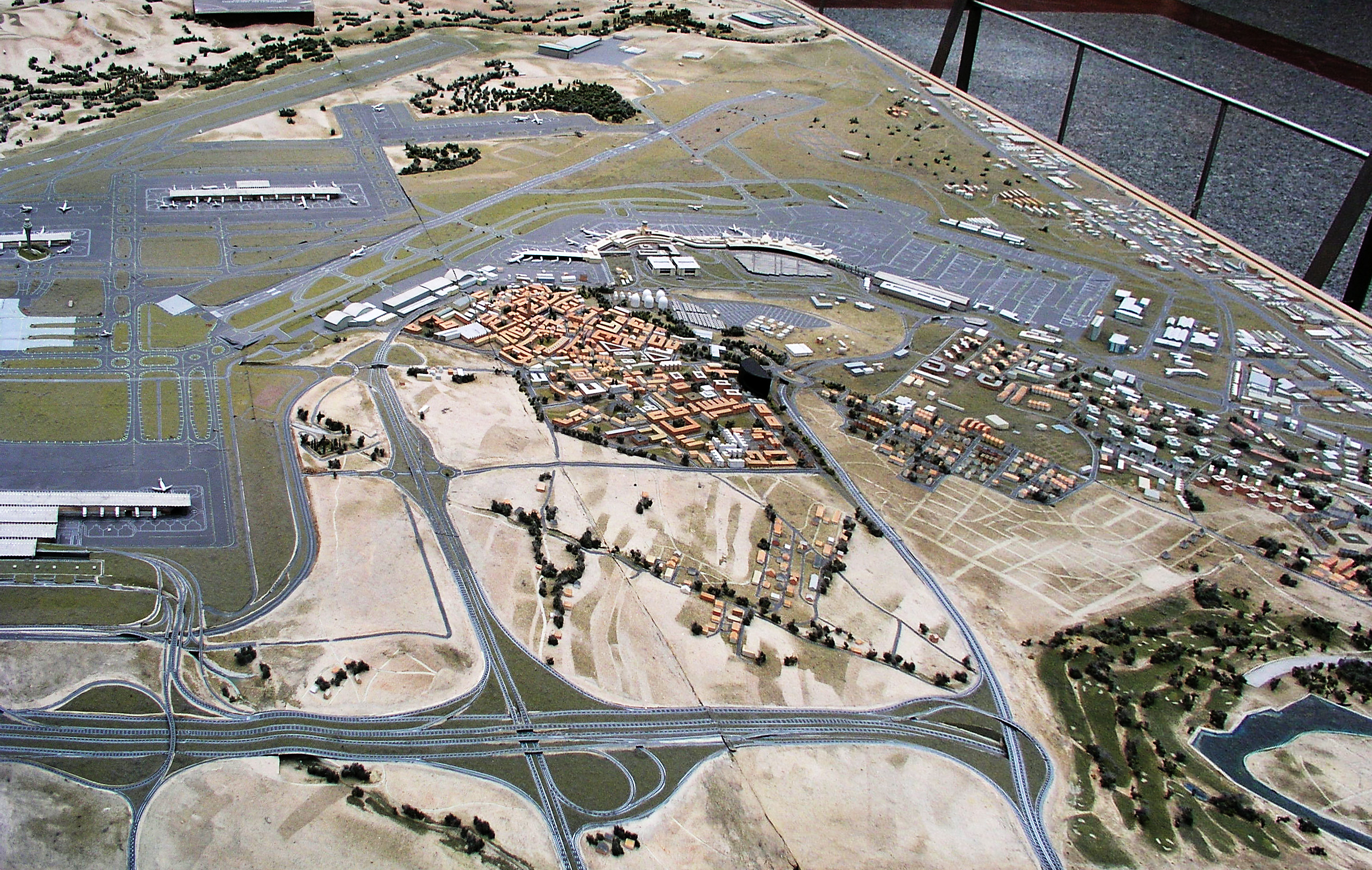
Modell över Barajas. Terminal T4 i vänster kant i bildens mitt, T4-S något längre bort i bildens övre vänstra del, och i övre delen i mitten, från vänster: terminalerna T3, T2 och T1.

Flygplatsen ligger i nordöstra Madrid, i distriktet Barajas. Terminal T4 ligger mer än två kilometer från terminalerna 1, 2 och 3, och transporterna mellan T4 och T1,T2,T3 sker med gratisbussar som drivs av AENA samt metrolinje 8. Metron har stationerna Aeropuerto T1-T2-T3 samt Aeropuerto T4. Vid Aeropuerto T4 trafikerar även pendeltåg. 
De två byggnaderna som hör till Terminal 4 har förbindelse med varandra med hjälp av en minimetro utan förare.

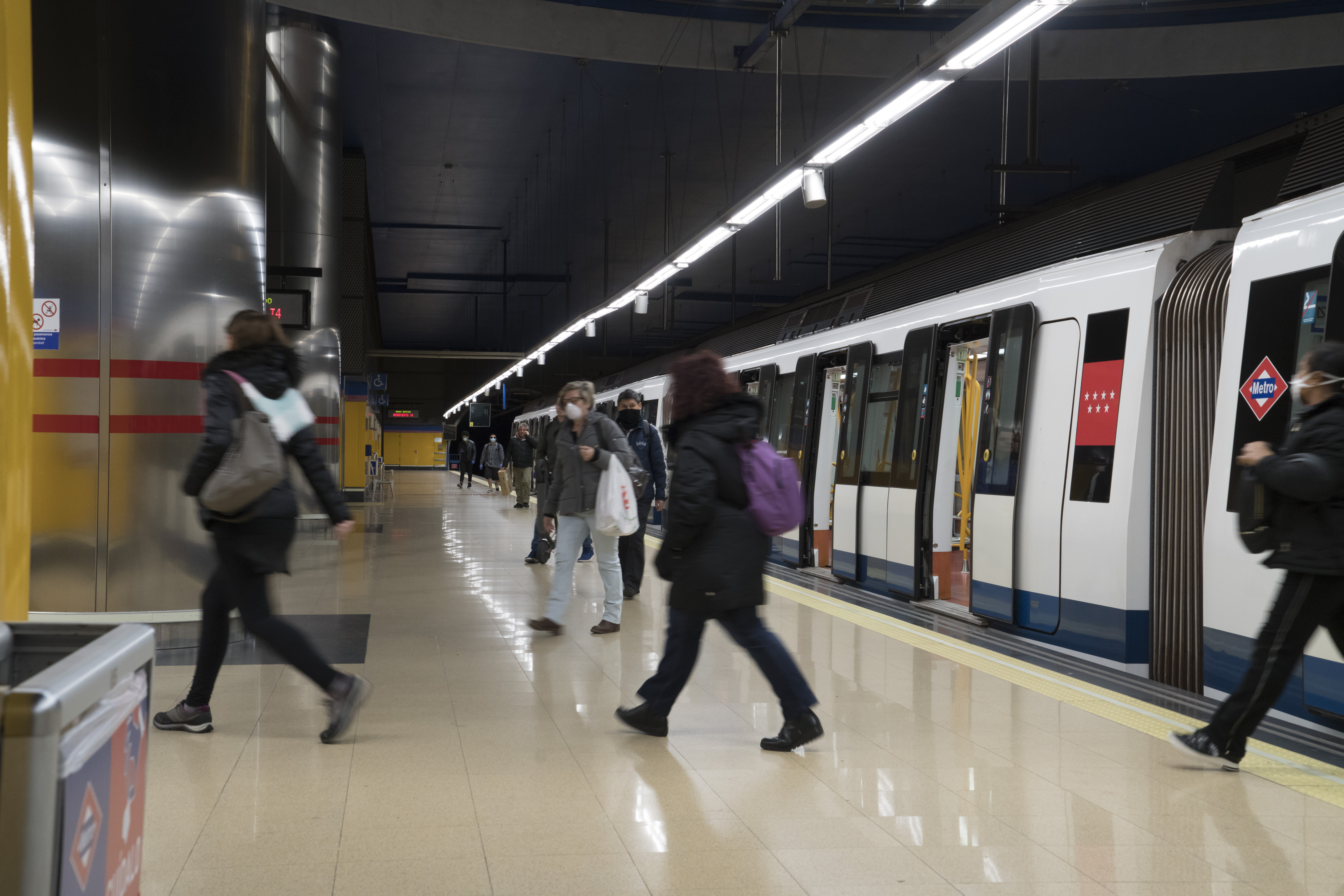
Aeropuerto T1-T2-T3, metro
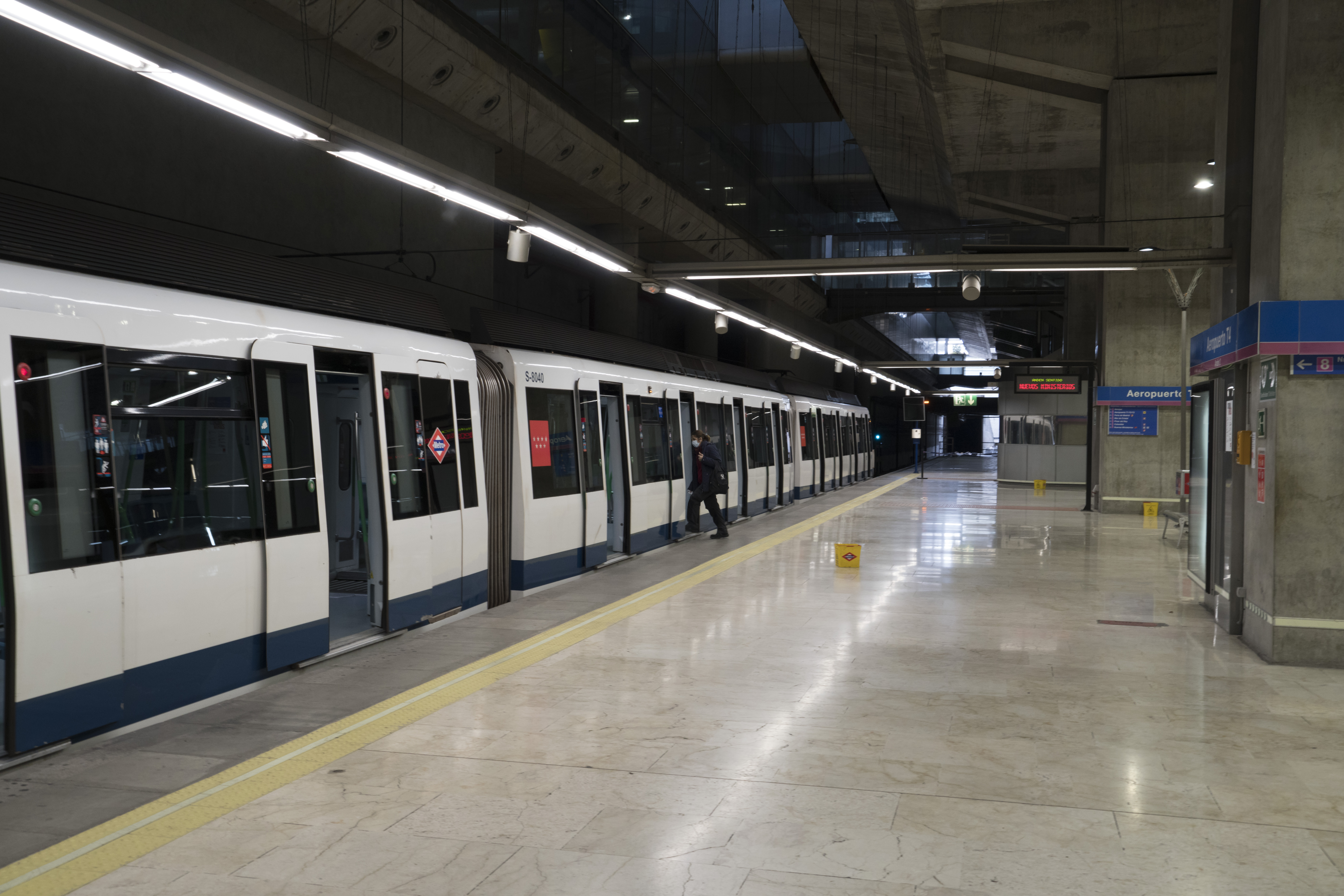
Aeropuerto T4, metro
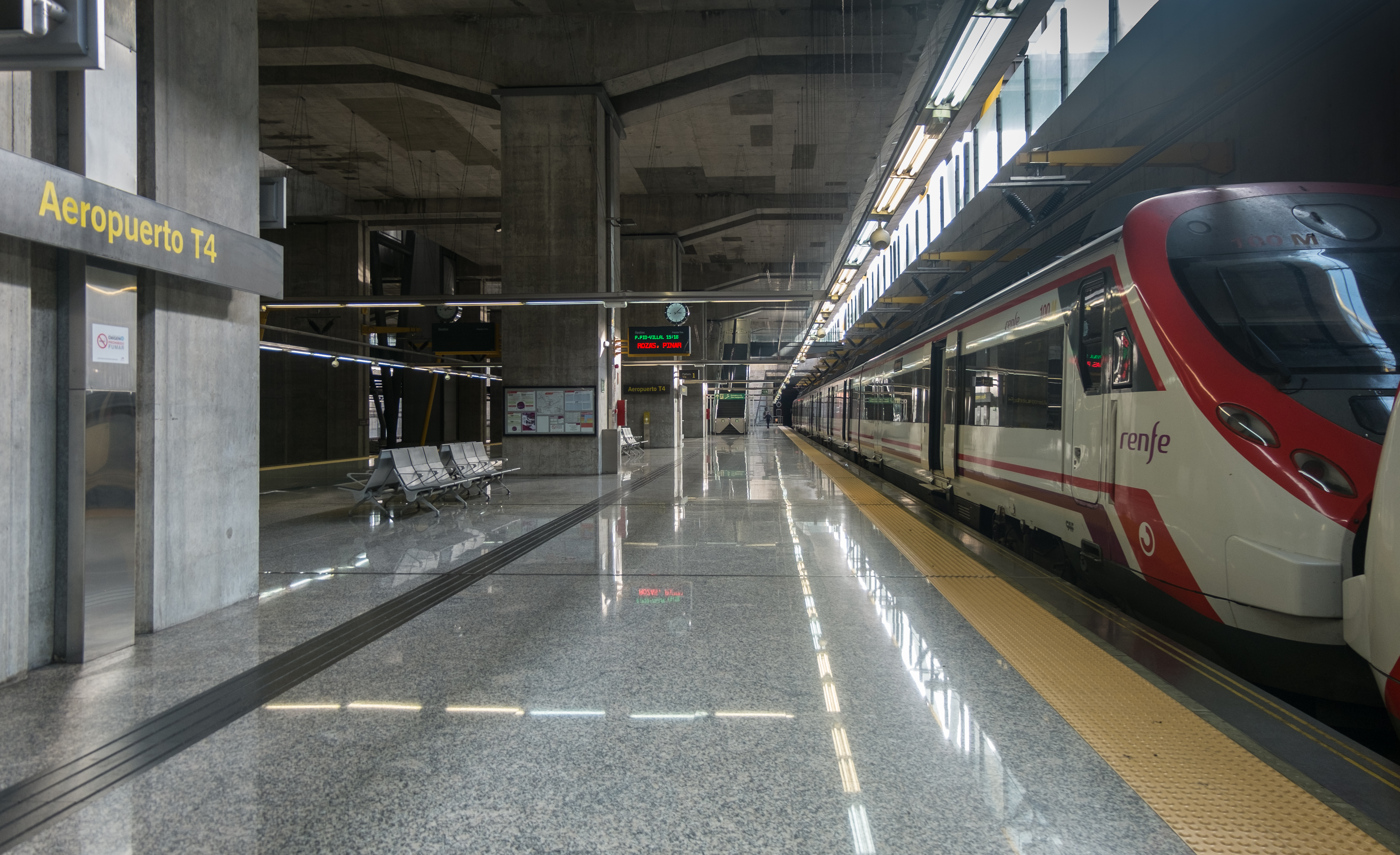
Aeropuerto T4, pendeltåg
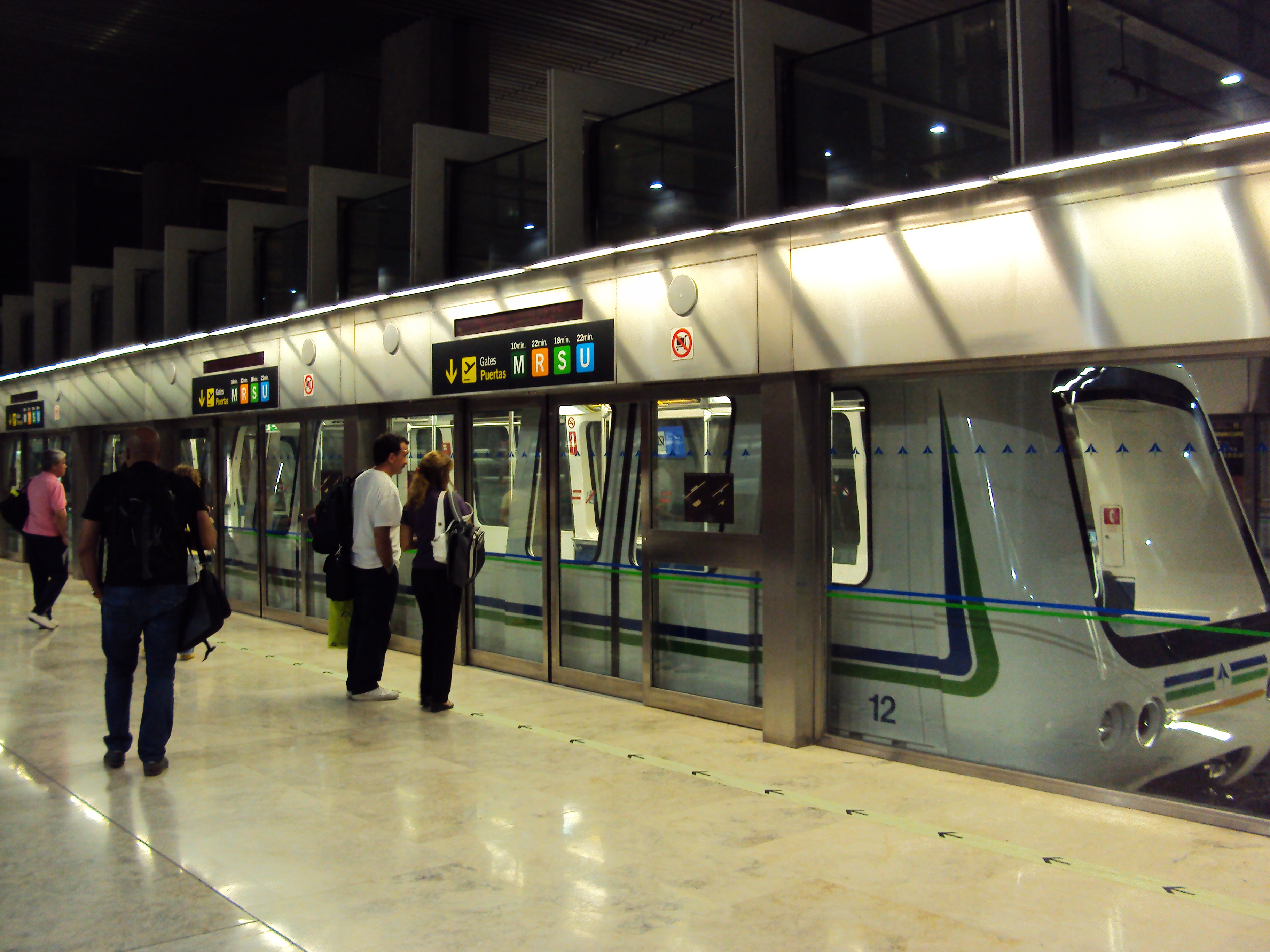
Minimetro mellan Terminal 4 och Satellite T4S

## Terminalbyggnader
Flygplatsen har tre terminalbyggnader, en satellitbyggnad och två ”pirer” (’’diques’’) (varav en nästan kan betraktas som terminal), samt en särskild lastterminal. Den geografiska uppdelningen och den terminologi som används på flygplatsen (T1, T2, T3, T4 och T4-S) sammanfaller inte exakt med den faktiska arkitektoniska indelningen av flygplatsen.
Inrikesterminalen är den äldsta av terminalerna i drift på flygplatsen. Den har 22 gates (C43-C50 och D53-D66).
Utrikesterminalen har 16 gates, men dessa fördelas mellan T1 (B20-B33, som motsvarar den internationella delen) och T2 (C34-C43, som motsvarar Schengenområdet.
Norra ”piren”. T3 är en integrerad terminalbyggnad vid Norra piren, men det rör sig bara om en separat fakturering (för närvarande ingen verksamhet), eftersom väntsalar för embarkering och utlämning av bagage är integrerade i T2. Den norra piren utgör en utbyggnad av inrikesterminalen, vilket har gett 11 incheckningsdiskar, fem transportband för bagage och 20 gates för ombordstigning.
Södra ”piren”. Det här är en byggnad som fogats till den internationella terminalen. Den har tio gates (A1-A14), fem av dem med bryggor. Södra piren ligger integrerad i T1. 
Terminal 4 har sex våningar ovan jord och tre under jord. Första våningen har 22 band för hämtning av bagage fördelade mellan två hallar, 10 och 11, den första avsedd för anländande internationella flyg och den senare för ankommande inrikesflyg. Den har två dubbelband och två band för specialbagage. Den första våningen har 76 gates. 
Satellitbyggnaden T4-S har tre våningar ovan jord. Den första ägnas åt avgångar till Schengen och den har 19 gates. Den andra används till internationella avgångar med 48 gates. Den tredje är avsedd för ankommande internationella flyg och har säkerhetskontroller lämpliga för detta ändamål.

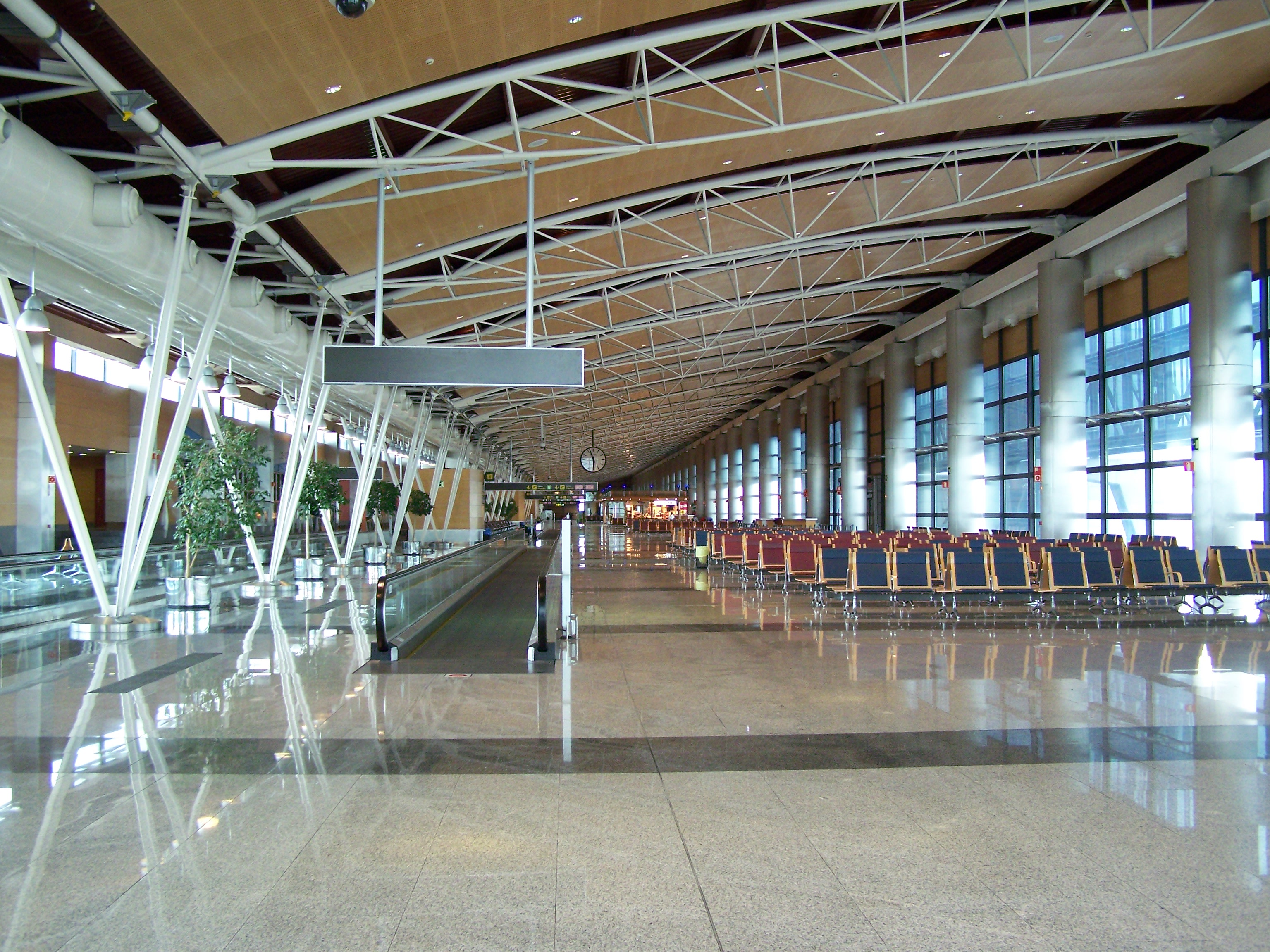
Terminal 1
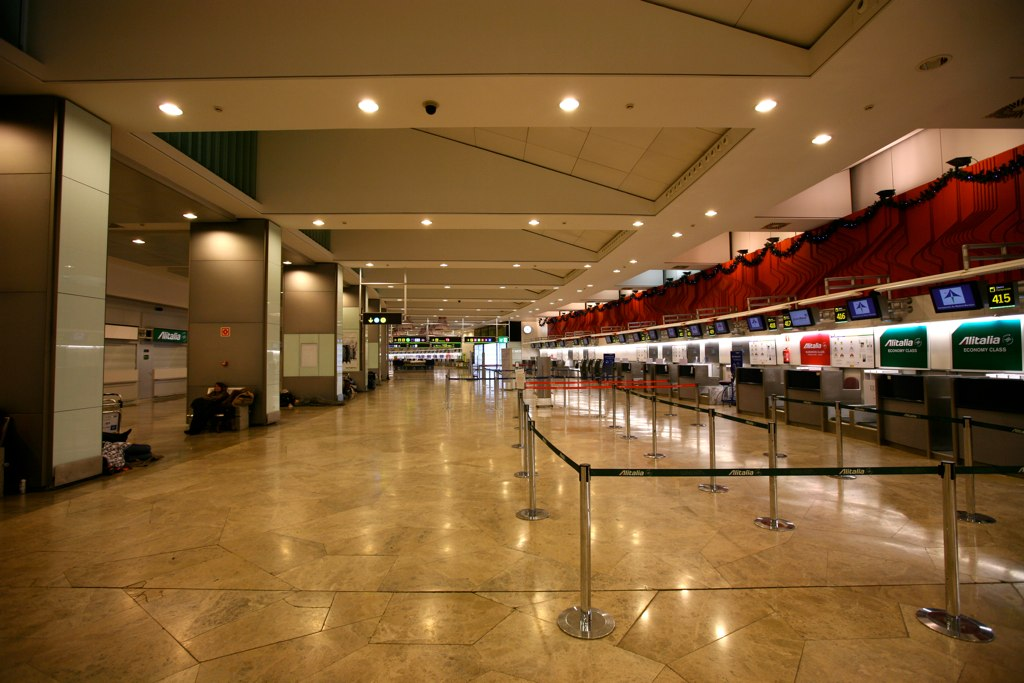
Terminal 2
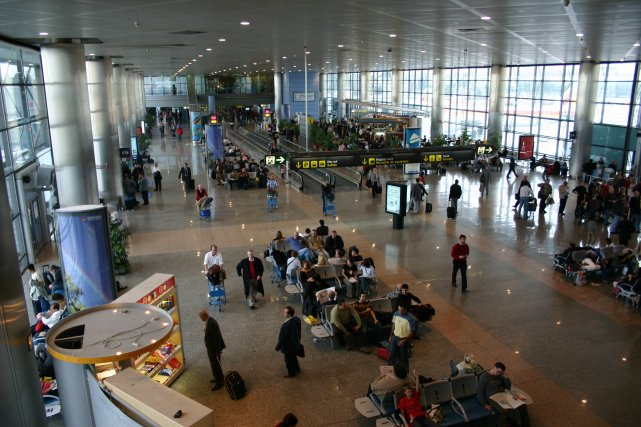
Terminal 3
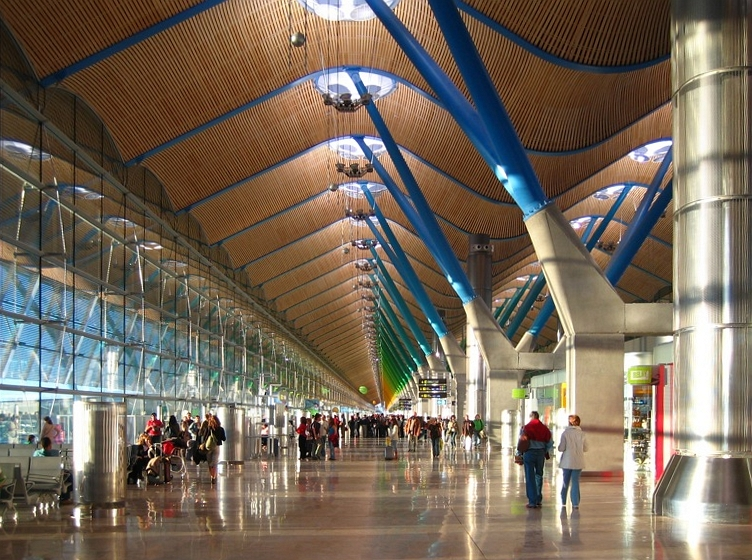
Vänthallen till Terminal 4 med affärsgalleria.

## Flygledningstorn
Flygplatsen har tre flygledningstorn: 
- Norra tornet (La Torre Norte) står intill satellitbyggnaden.
- Västra tornet (La Torre Oeste) står intill terminalbyggnaden T4.
- Södra tornet (La Torre Sur) är inbyggt i terminalbyggnaden T2.

Alla tre tornen har kapacitet att kontrollera alla aspekter av flygtrafiken och alla flygplansrörelser på och kring flygplatsen, men under normal drift fördelas arbetsuppgifterna mellan de tre tornen. Norra tornet är det största tornet och är huvudkontrollenhet för flygplatsen. Det invigdes den 31 oktober 1998 och ersatte det befintliga södra tornet som huvudkontrolltorn. Västra tornet är det sista tornet som byggdes på flygplatsen. Det invigdes år 2006, samtidigt med terminal T4. Detta torn svarar för att hantera flygplansrörelserna vid taxning på marken kring terminal T4. Södra tornet är det äldsta kontrolltornet på flygplatsen. Det står inom terminalen T2, fast när det byggdes var det beläget inom inrikesterminalen. Fram till 1998 var det flygplatsens enda kontrolltorn, men har sedan dess ansvar endast för flygplansrörelserna runt terminalbyggnaderna T1, T2 och T3 och lastterminalen. Trots denna minskning av tornets normala driftfunktion upprätthåller det fortfarande full operativ kapacitet.

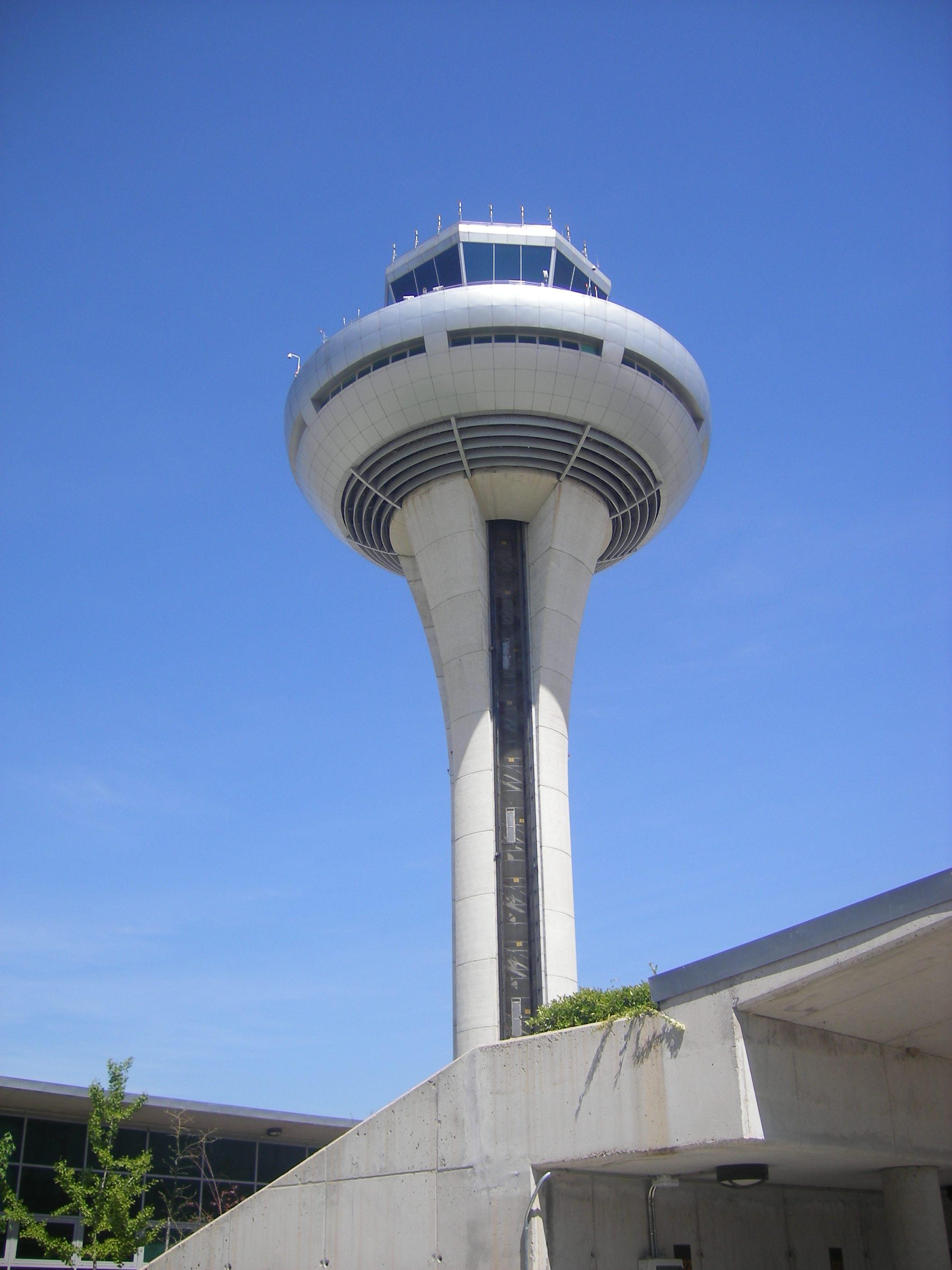
Norra tornet
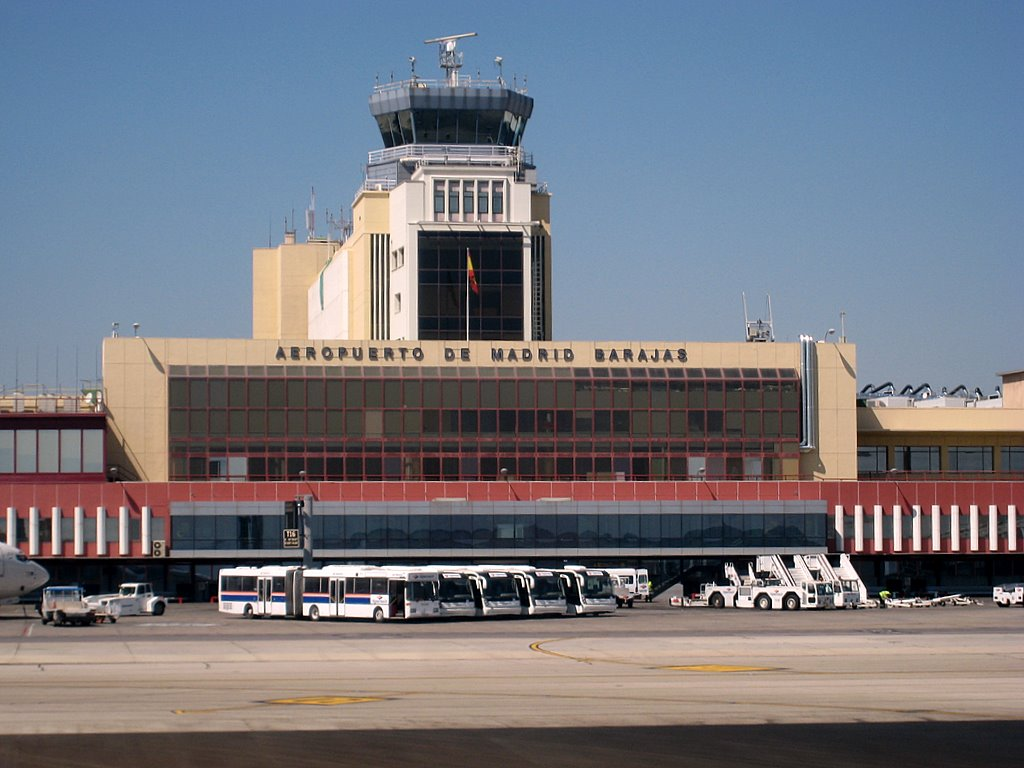
Södra tornet

## Incidenter

### Flygkapningen på Bulltofta, 1972
Den 16 september 1972 får den så kallade flygkapningen på Bulltofta sin upplösning på Barajas efter kaparna sökt asyl i Spanien.

### Flight JK5022, 2008
Den 20 augusti 2008 havererade Spanair-plan av typen MD-82 av startbanan efter ett andra misslyckat lyftningsförsök och fattade eld. Olyckan skedde klockan 14.45 på eftermiddagen. Av de 172 ombord har 154 omkommit, uppger räddningstjänsten. El Mundo skriver att 18 personer räddats levande. Orsaken till olyckan är för närvarande under utredning.